# Beschäftigungsbewilligung
Eine Beschäftigungsbewilligung ist eine Erlaubnis, die in Österreich dem Arbeitgeber erteilt wird und ihn berechtigt, eine konkret beantragte ausländische Arbeitskraft für eine bestimmte berufliche Tätigkeit auf einem bestimmten Arbeitsplatz zu beschäftigen. Die Beschäftigungsbewilligung ist in §§ 4–11 AuslBG geregelt.
EU/EWR-Bürger und Bürger der Schweiz, ebenso ihre aufenthaltsberechtigen Ehegatten und u. U. ihre Kinder, benötigen aufgrund der europäischen Freizügigkeit keine Beschäftigungsbewilligung. Dies gilt aber nicht für Bürger des am 1. Juli 2013 der Europäischen Union beigetreten Staates Kroatien (Stand: 1. Jänner 2018). Auch manche anderen Ausländer dürfen in Österreich bereits aufgrund ihres Aufenthaltstitels arbeiten und benötigen daher keine Beschäftigungsbewilligung. Dies gilt beispielsweise für Inhaber einer Rot-Weiß-Rot-Karte plus und für bestimmte andere Personengruppen.
Die Voraussetzungen für die Erteilung einer Beschäftigungsbewilligung sind in § 4 AuslBG geregelt.
Der Bundesminister für Arbeit, Soziales und Konsumentenschutz kann nach § 5 AuslBG die Zahl der ausländischen Saisonarbeitskräfte und Erntehelfer ggf. einem zahlenmäßigen Kontingent unterwerfen. Eine Beschäftigungsbewilligung ist rechtzeitig vor dem Beginn der geplanten Arbeitsaufnahme vom Arbeitgeber bei der zuständigen regionalen Geschäftsstelle des Arbeitsmarktservice (AMS) zu beantragen wird befristet auf höchstens ein Jahr ab dem Ausstellungsdatum erteilt (§ 7 AuslBG).
Asylwerber dürfen während der ersten drei Monate nach der Antragstellung keinesfalls eine selbstständige oder unselbstständige Erwerbstätigkeit ausüben. Wenn die Behörde nach Ablauf dieser Zeit noch nicht über den Asylantrag rechtskräftig entschieden hat, dürfen sie beschäftigt werden, sofern eine Beschäftigungsbewilligung erteilt wird. Einem Asylwerber wird allerdings in der Regel nur für eine maximal sechsmonatige Saisonarbeit im Tourismus und in der Landwirtschaft eine Beschäftigungsbewilligung erteilt, und selbst in diesem Bereich ist es schwer, eine Beschäftigungsbewilligung zu erlangen. Anerkannte Konventionsflüchtlinge und subsidiär Schutzberechtigte benötigen hingegen keine Beschäftigungsbewilligung (Stand: 2018). In der Praxis sind Letztere zwar anerkannten Flüchtlingen gleichgestellt, haben es aber aufgrund ihrer nur befristeten Aufenthaltsberechtigung erheblich schwerer, eine Arbeitsstelle zu finden.